# Franz Tomaselli
Franz Tomaselli (* 14. April 1801 in Salzburg; † 19. Oktober 1846 in Agram) war ein österreichischer Sänger und Schauspieler italienischer Herkunft. 

## Leben
Tomaselli war ein Sohn von Giuseppe Tomaselli und dessen zweiter Ehefrau Antonia Honikel; Carl, Ignaz und Katharina waren seine Geschwister. Seinen ersten künstlerischen Unterricht bekam er – gleich seinen Geschwistern – durch seinen Vater. 
Anschließend schloss er sich verschiedenen Theatergesellschaften an. Bei einem dieser Auftritte machte er die Bekanntschaft von Joseph Schreyvogel, der ihn sofort engagierte. Im Februar 1822 konnte Tomaselli dann erfolgreich am Hoftheater in Wien debütieren. Dort blieb er bis 1826. In dieser Zeit fand Tomaselli immer mehr Gefallen an komischen Rollen, so dass er 1826 als Komiker der Nachfolger von Karl von Zahlhas genannt Neubruck am Leopoldstädter Theater wurde. 
1838 unternahm Tomaselli eine ausgedehnte Gastspielreise an fast alle größeren Provinztheater des Österreichs. Im Frühjahr 1842 kehrte Tomaselli wieder zurück nach Wien und kam am Leopoldstädter Theater wieder unter Vertrag. 
Ab 1844 unternahm er erneut eine große Gastspielreise, konnte aber nicht mehr an seine früheren Erfolge anknüpfen. Während dieser Tournee starb Tomaselli am 19. Oktober 1846 in Agram und fand dort auch seine letzte Ruhestätte.

## Rollen (Auswahl)
- Soldat – Die Ahnfrau (Franz Grillparzer)
- Lorenz – Das Mädchen aus der Feenwelt oder Der Bauer als Millionär (Ferdinand Raimund)
- Habakuk – Der Alpenkönig und der Menschenfeind (Ferdinand Raimund)